# Olé (diario)
Olé es un diario argentino de deportes, editado en Buenos Aires desde el 23 de mayo de 1996, por el Grupo Clarín en formato tabloide.

## Historia
Desde un principio, se caracterizó por un estilo que combina el desenfado con el despliegue informativo. Durante sus tres primeros años el diario cumplió con varios hitos editoriales, y fue galardonado con distintos premios por su novedoso concepto de diseño.
En octubre de 1997, obtuvo tres premios a la excelencia otorgados por la Sociedad de Diseñadores de Diarios (SND), que tiene sede en los Estados Unidos y es el máximo referente a nivel mundial en esa materia. Cuando premió a Olé, la SND calificó al diario como la aparición editorial más interesante de los últimos tiempos de la prensa latinoamericana.[cita requerida]

## Secciones
El diario se organiza de acuerdo a cada deporte, siendo el fútbol el que predomina, ya que es el deporte con más popularidad en el país. Por lo general, las páginas 2 y 3 siempre traen curiosidades, noticias relacionadas con el deporte pero sin involucrarlo directamente, una columna a modo de editorial llamada "Francotirador", el cual hace el análisis de las situaciones que marcaron el día o el fin de semana.

### Fútbol
Por lo general siempre comienza con los encuentros disputados el día anterior, sin seguir un orden de importancia. Cada partido tiene varios análisis, uno general y varios refiriéndose a variantes en uno u otro equipo; otro análisis hecho por un periodista afín a uno de los equipos en cuestión llamado De frente; un resumen estadístico del partido, el cual incluye calificaciones dadas a los jugadores, entrenadores, árbitros y al encuentro en general; ocasionalmente una descripción breve del desempeño de cada jugador, a modo de justificación de las calificaciones dadas; y una sección llamada "El medallero" en donde se "premia" a determinados jugadores o situaciones:
- El premio «Maradona» premia al mejor jugador del partido.
- El premio «Chenemigo» (parodia al premio auspiciado por la yerba mate "Chamigo" al mejor jugador de un partido en el programa Fútbol de Primera), al peor jugador.
- El premio «Gandhi» premia a un jugador u otro actor que realice una obra de caballerosidad o de solidaridad.
- El premio «Terminator», a un acto de violencia o agresividad.
- El premio «Tiki-tiki» (derivado del juego del Huracán subcampeón del Torneo Clausura 2009) que elogia a algún jugador que haya hecho alguna jugada vistosa.

En ediciones en las que no haya habido partidos importantes el día anterior, se muestran notas relacionadas con la actualidad de los equipos de la Primera División de Argentina, generalmente empezando por los "cinco grandes", seguido por el resto de los equipos y por las categorías subsiguientes. A continuación se desarrolla la actividad del fútbol extranjero, principalmente la de los equipos que cuenten en su plantel con futbolistas argentinos, en especial las ligas de española e italiana.
En ocasiones en las que la Selección Nacional hace presentaciones, esta ocupa las primeras páginas.

### Otros deportes
Por lo general a continuación del fútbol sigue un análisis breve del básquetbol, hockey sobre césped, voleibol, boxeo, tenis, rugby y automovilismo.

### Última página
Resumen de la programación deportiva por televisión y radio, de los distintos juegos de azar y el "Correo de 

### Contratapa
Difiere en cada día y situación. Se destaca «El Contra», una parodia a la tapa del diario que ironiza lo ocurrido en la fecha, creada por Antonio Serpa; «La Botinera», que describe rumores sobre la vida privada de los deportistas sin dar sus nombres, parodiando la sección de chimentos «La Pavada» del diario Crónica; y opiniones y entrevistas a exjugadores.

### Suplementos
En el cuerpo principal del diario se tratan las noticias del fútbol y de los demás deportes, pero también se editan suplementos semanales sobre fútbol de ascenso y automovilismo, así como suplementos especiales por eventos importantes o al inicio de la temporada futbolística.

### Revista Mística
Mística era una revista que se adjuntaba sin cargo a las ediciones de Olé de los sábados, la cual se podría analogar con la revista Viva del diario Clarín. La revista analizaba más en foco la situación de los clubes y determinados temas relacionados con el deporte. Se publicó por primera vez el 19 de abril de 1997, y se dejó de publicar el 4 de noviembre de 2000, tras 186 ejemplares.

## Controversias
Durante su primer año de vida, tras la clasificación de Argentina a la final de los Juegos Olímpicos de Atlanta 1996, el diario publicó el miércoles 31 de julio de 1996 el titular "Que vengan los macacos", en referencia al restante encuentro de semifinales disputado entre las selecciones de Brasil y Nigeria. A causa de las críticas recibidas por el titular, el diario debió publicar una disculpa, aunque no sufrió ningún tipo de consecuencias.
El martes 12 de mayo de 2009 publicó en su portada una nota basada en una bandera vista, según el diario, en estadio de River Plate el domingo anterior, en ocasión del partido entre el equipo local y su par de Lanús. Sin embargo, dicha bandera nunca existió, sino que fue producto de un fotomontaje hecho por river1985, usuario del foro «Tu River». La falsa bandera, basada en otra que sí se encontraba en el estadio ese día, fue tomada por el diario como partida de una extensa nota al respecto. Descubierto esto, varios medios se hicieron eco en las horas siguientes del grave error del diario deportivo, por lo cual el miércoles 13 debió pedir disculpas públicas a todos sus lectores.